# Georges Neuray
Georges Neuray (Chênée, 15 april 1926 - Lyon, 25 januari 1993) was een Belgisch senator.

## Levensloop
Neuray werd beroepshalve wetenschappelijk assistent en werkleider. In 1958 behaalde hij het diploma van sociologie aan de Universiteit Luik en in 1962 werd hij licentiaat in de economische wetenschappen aan de Université Catholique de Louvain. Vervolgens was Neuray als expert landbouweconomie betrokken bij verschillende missies in Europa, Afrika en het Nabije Oosten, voor onder meer de FAO en de OESO. Ook was hij docent en professor aan de landbouwfaculteiten in Gembloers, stichtend lid en secretaris-generaal van de Stichting voor de Promotie van Waalse Tuinbouw en stichtend administrateur van de Rurale Stichting van Wallonië.
Als militant van de Waalse Beweging werd Neuray in 1968 lid van de Rassemblement Wallon en werd voor deze partij van 1970 tot 1988 gemeenteraadslid van Gembloers. Tevens zetelde hij voor de partij tweemaal in de Belgische Senaat: van 1974 tot 1977 als provinciaal senator voor de provincie Namen en van 1978 tot 1981 als provinciaal senator voor Brabant. Hierdoor zetelde hij eveneens van 1974 tot 1980 in de Cultuurraad voor de Franse Cultuurgemeenschap, van 1974 tot 1977 in de voorlopige Waalse Gewestraad en van 1980 tot 1981 in de Waalse Gewestraad en de Raad van de Franse Gemeenschap. Van 1974 tot 1977 was hij RW-fractieleider in de voorlopige Waalse Gewestraad en van 1978 tot 1980 ondervoorzitter van de Cultuurraad voor de Franse Cultuurgemeenschap. Ook zetelde hij van 1975 tot 1980 in de Waalse Economische Regionale Raad.
Nadat het Rassemblement Wallon in het midden van de jaren 1980 opgedoekt werd, was hij in 1988 de oprichter van de Europagezinde, Waalsgezinde en ecologische partij Europe Régions Environnement. Deze partij kende echter geen politiek succes.